# فيسنتي كاستانيو
فيسنتي كاستانيو (بالإسبانية: Vicente Castaño)‏ هو مهرب مخدرات كولومبي، ولد في 2 يوليو 1957 في Amalfi, Antioquia ‏ في كولومبيا.